# Misha Cross
Misha Cross (ur. 27 listopada 1989) – polska aktorka, scenarzystka i reżyserka filmów pornograficznych.

## Życiorys

### Wczesne lata
Pracowała w sklepie z ubraniami. Studiowała fotografię i historię sztuki. 

### Kariera europejska
6 kwietnia 2013 w Warszawie, w wieku dwudziestu trzech lat po raz pierwszy wystąpiła przed kamerą w realizacji gonzo Woodman Casting X 114 (2013) z udziałem Pierre’a Woodmana, a następnie w Pradze w dwóch scenach Woodman Entertainment - 28 kwietnia 2013 z Victorią Puppy, Thomasem Stone, Markusem Dupree (w napisach: Markus Strong) i Davidem Perrym oraz 21 maja 2013 w scenie gang bang z udziałem ośmiu mężczyzn. Wkrótce rozpoczęła karierę w europejskim przemyśle porno kręcąc sceny w Budapeszcie. Erika Lust zaangażowała ją do swoich filmów krótkometrażowych, w tym The Couchsurfer (2013), Dude Looks Like a Lady (2013), Smut on Speed (2015), Can Vampires Smell My Period? (2016) i Horny Beasts (2016) z Juanem Lucho. 
Pracowała dla Private Media Group, 21Sextury, DDF Network, Vidéo Marc Dorcel, Juicy Entertainment, Rocco Siffredi Productions, a także czeskich produkcjach LegalPorno w scenach podwójnej penetracji, gang bang, seksu grupowego, analnego, ass to mouth, anilingus, snowballing, fistingu analnego z elementami bukkake i urofilii. Ponadto wzięła udział w scenie PornDoe Premium Her Limit: Punish Me 2 (2017) w reż. Titusa Steela z Vinnym Starem i realizacji Kink.com Public Disgrace Submissive, Slut Melody Petite Gets Humiliated and Fucked in Public! (2017) w reż. Steve’a Holmesa, z którym wystąpiła w filmie Evil Angel Borders of Desire (2013) oraz dwóch scenach seksu YouMixPorn / TitusFantasy (2017). Za rolę Jill Sanders i scenę seksu z Emilio Ardaną w porno westernie Rawhide (2017) była nominowana do XBIZ Europa. 

### Kariera w Stanach Zjednoczonych
W 2014 wyjechała do Stanów Zjednoczonych, gdzie Manuel Ferrara i Kayden Kross zrealizowali film Misha Cross: Wide Open. W 2015 otrzymała nagrodę XBIZ Award dla zagranicznej wykonawczyni roku, a także była nominowana do AVN Award w dwóch kategoriach: „Najlepsza gwiazdka” i „Najlepsza scena seksu triolizmu (dziewczyna/dziewczyna/chłopak)” we Fluid 2 (2014) z Ashlyn Molloy i Manuelem Ferrarą. 
Wystąpiła też w filmach Brazzers, Blacked, Hustler Video/Girlfriends Films, Sweetheart Video/Mile High Media, Bang Productions, Jules Jordan Video i Evil Angel. 
Na początku 2016 podpisała długoterminową umowę z Lords Production Studio. Wystąpiła w pełnometrażowej porno-parodii Gwiezdnych wojen – Digital Playground Star Wars – Underworld – A XXX Parody (2016) jako Nikana.
W reżyserskim debiucie Misha In Exile (2018) wystąpiła w scenie podwójnej penetracji z Lutro Trojanem i Erikiem Everhardem. W drugim przez siebie wyreżyserowanym filmie Elements (2019) wystąpiła w scenie z Ramónem Nomarem, a w obsadzie znaleźli się także Erik Everhard, Emilio Ardana, Chris Diamond, Tina Kay, Cherry Kiss i Anna de Ville. Następnie zrealizowała film Bacchanalia (2019) z Erikiem Everhardem, Gersonem Dennym, Amirah Adarą, Sophie Sparks, Tiffany Tatum i Anną de Ville.

## Nagrody
| Rok  | Nagroda                    | Kategoria                                                       | Film                                                  | Inni wykonawcy                                             |
| ---- | -------------------------- | --------------------------------------------------------------- | ----------------------------------------------------- | ---------------------------------------------------------- |
| 2015 | XBIZ Award                 | Wykonawczyni zagraniczna roku                                   | –                                                     | –                                                          |
| 2015 | XBIZ Award                 | Najlepsza scena seksu samych dziewczyn                          | Misha Cross Wide Open (2014)                          | Kayden Kross                                               |
| 2016 | AVN Award                  | Wykonawczyni zagraniczna roku                                   | –                                                     | –                                                          |
| 2016 | Ninfa                      | Najlepsza scena lesbijska                                       | Cumlouder: Tiffany Doll vuelve con Misha Cross (2015) | Tiffany Doll                                               |
| 2016 | Spank Bank Technical Award | Najlepszy pocałunek dziewczyna / dziewczyna                     | –                                                     | –                                                          |
| 2017 | AVN Award                  | Wykonawczyni zagraniczna roku                                   | –                                                     | –                                                          |
| 2017 | AVN Award                  | Najlepsza scena seksu w produkcji zagranicznej                  | Hard in Love (2016)                                   | Nikita Bellucci                                            |
| 2018 | Ninfa                      | Najlepsza scena z trio/orgią                                    | Pop Corn (2017)                                       | Alina Henessy i Pablo Ferrari                              |
| 2018 | XBIZ Europa Award          | Wykonawczyni roku                                               | –                                                     | –                                                          |
| 2019 | Spank Bank Technical Award | Minimalizowanie dystansu między głównym nurtem a pornografią    | –                                                     | –                                                          |
| 2020 | AVN Award                  | Najlepsza scena seksu analnego w produkcji zagranicznej         | Elements (2019)                                       | Ramón Nomar                                                |
| 2020 | AVN Award                  | Najlepsza scena seksu samych dziewczyn w produkcji zagranicznej | Bacchanalia (2019)                                    | Amirah Adara, Anna De Ville, Sophie Sparks i Tiffany Tatum |
| 2020 | Spank Bank Award           | Najlepsze nogi                                                  | –                                                     | –                                                          |
| 2020 | Spank Bank Technical Award | Zdrowa laska                                                    | –                                                     | –                                                          |